# 中村典夫
中村 典夫（なかむら のりお、1956年4月4日 - ）は、千葉県市原市出身の元プロ野球選手（内野手）・コーチ。

## 来歴・人物
千葉商業高から、1974年の新人公募テストに合格し、ドラフト外で阪神タイガースに入団。
1年目の1975年からウエスタン・リーグで46試合に出場したが、一軍出場は遠く、1979年に4試合に出場したのみであった。同年に選手寮「虎風荘」の寮長に就任し、1980年限りで現役を引退。
引退後は1981年に二軍サブマネージャーを務め、安藤統男二軍監督を影で支える。安藤の野球に精通し「影の二軍監督」との異名をとり、1982年からは25歳で二軍守備・走塁コーチに就任。1984年まで務め、以後はフロントに入った。ビデオ係や編成部を務め、1994年に退団した。
1995年には台湾プロ野球・味全ドラゴンズの守備コーチも務め、以後は再び阪神編成部へ戻り、1999年からは二軍守備・走塁コーチを2000年まで務める。一・三塁ベースコーチを担当した。
現役時代には、同郷で同じテスト生という縁から掛布雅之と仲が良かった。

## 詳細情報

### 年度別打撃成績
| 年 度     | 球 団     | 試 合 | 打 席 | 打 数 | 得 点 | 安 打 | 二 塁 打 | 三 塁 打 | 本 塁 打 | 塁 打 | 打 点 | 盗 塁 | 盗 塁 死 | 犠 打 | 犠 飛 | 四 球 | 敬 遠 | 死 球 | 三 振 | 併 殺 打 | 打 率 | 出 塁 率 | 長 打 率 | O P S |
| --------- | --------- | ----- | ----- | ----- | ----- | ----- | -------- | -------- | -------- | ----- | ----- | ----- | -------- | ----- | ----- | ----- | ----- | ----- | ----- | -------- | ----- | -------- | -------- | ----- |
| 1979      | 阪神      | 4     | 1     | 1     | 0     | 0     | 0        | 0        | 0        | 0     | 0     | 0     | 0        | 0     | 0     | 0     | 0     | 0     | 0     | 0        | .000  | .000     | .000     | .000  |
| 通算：1年 | 通算：1年 | 4     | 1     | 1     | 0     | 0     | 0        | 0        | 0        | 0     | 0     | 0     | 0        | 0     | 0     | 0     | 0     | 0     | 0     | 0        | .000  | .000     | .000     | .000  |

### 記録
- 初出場：1979年5月26日、対ヤクルトスワローズ8回戦（阪神甲子園球場）、4回裏に益山性旭の代打で出場

### 背番号
- 58（1975年 - 1980年）
- 75（1982年 - 1984年）
- 71（1995年）
- 89（1999年 - 2000年）